# Stafford Castle

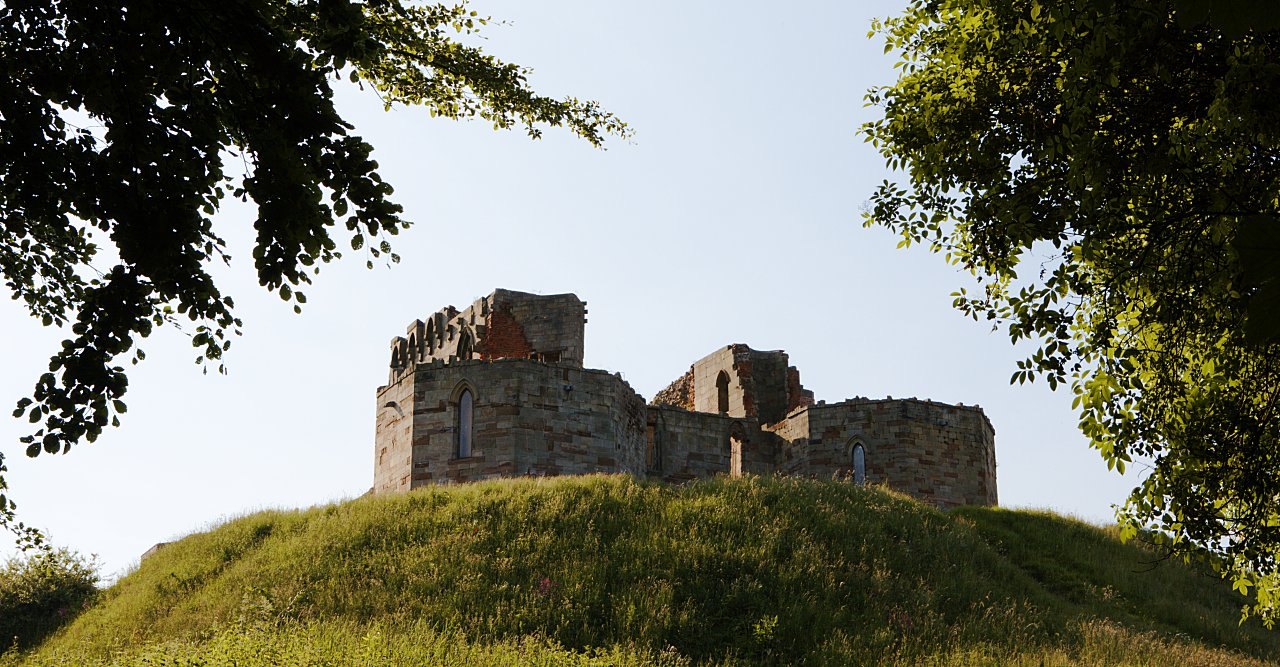
Stafford Castle

Stafford Castle ist eine Burgruine 3 km westlich von Stafford, direkt neben der Straße von Stafford nach Newport in der englischen Grafschaft Staffordshire. Man kann sie auf der Ostseite der Autobahn M6 sehen. Das steinerne Gebäude ist ein wichtiges frühes Beispiel eines neugotischen Donjons. Es entstand auf den Fundamenten seines mittelalterlichen Vorgängers und enthält viele von dessen originalen Mauerstücken.

## Geschichte

### Mittelalter und frühe Neuzeit
Irgendwann in den 1070er-Jahren wurde an dieser Stelle auf Geheiß des normannischen Adligen Robert de Tosny eine hölzerne Burg errichtet. De Tosny hatte von Wilhelm dem Eroberer ein großes Stück Land in dieser Gegend zu Lehen bekommen, um die immer noch feindselige und rebellische angestammte angelsächsische Gemeinde zu kontrollieren. Kurz vor dem Bau der Burg hatte Eadric der Wilde eine gescheiterte Rebellion angeführt, die in der Niederlage der Angelsachsen in der Schlacht von Stafford 1069 gipfelte. Die erste Festung war eine klassische Motte, allerdings mit zwei Vorburgen und einem Dorf unterhalb. Die Umrisse der damaligen Befestigungen kann man heute noch sehen. Die Wälle und Gräben wurden von einem archäologischen Illustrator gezeichnet, dessen Aquarelle man auf einem Lehrpfad sehen kann, der einen Großteil des 4 Hektar großen Geländes umschließt. Man benötigt 45 Minuten für den ganzen Lehrpfad, kann ihn aber auf 15 Minuten (Tafeln 1–5 und dann den Torweg des inneren Hofes hinauf) oder 10 Minuten (Tafeln 1 und 10, die moderne Zufahrt hinauf) verkürzen. Auf jeder der Tafeln gibt es eine Karte, sodass man sich schwerlich verirren kann.
Die Burg war ursprünglich eine Befestigung aus Holz und Erde, erbaut auf verändertem Geschiebemergel. Die künstlich angelegte Ebene der Motte ist immer noch gut sichtbar, ebenso wie viele der Gräben. Das Erdwerk bedeckt über vier Hektar; dahinter liegt lichtes Waldland (6,4 Hektar), das einst gerodet worden war, um Haustiere unterzubringen. Jenseits dieser Erdwerke lagen einst drei mittelalterliche Rehparks.
Ralph de Stafford unterzeichnete 1347 einen Vertrag mit einem Baumeister, der den Bau einer Burg oben auf der alten Motte zum Inhalt hatte. Der rechteckige, steinerne Donjon hatte ursprünglich je einen Turm an jeder Ecke. Später wurde allerdings ein fünfter Turm in der Mitte der Nordmauer aufgesetzt (der tatsächlich nach Westen zeigt). Etwa drei Jahre später wurde Ralph, der einer der führenden Kommandeure des Königs in der ersten Phase des Hundertjährigen Krieges war, zum Earl of Stafford ernannt, eine besondere Ehre.
1444 wurde Humphrey Stafford zum ersten Duke of Buckingham ernannt und die Burg erreichte ihre höchste Blütezeit. Humphreys Enkel, Henry, wurde nach Humphreys Tod in der Schlacht von Northampton 1460 ein Befehlsempfänger der Yorkisten. Henry Stafford war anfänglich ein Unterstützer Richards III., aber rebellierte später mit der Teilnahme an der abgebrochenen Invasion von Heinrich Tudor 1483. Er bezahlte mit dem Leben dafür, aber sein Sohn, Edward, kam davon und erhielt später seine Ländereien von einem dankbaren Heinrich VII. zurück.
Edward Staffords königliches Blut machte ihn zu einer Bedrohung für König Heinrich VIII., der ihn 1521 exekutieren ließ. Das Anwesen der Staffords, das aus der Burg und seinen Rehparks bestand, wurde für die Krone requiriert. Die Buchprüfer des Königs dachten an die Rehe in den Parks und dachten, dass die Burg eine geeignete Zwischenstation auf einer der Prachteinzüge des Königs sein könnte.
Stafford Castle wurde zusammen mit einem kleinen Stück Land an die Staffords zurückgegeben, die aber nie mehr den Reichtum und den Status früherer Jahre erreichten. Mangelnde Unterhaltung führte zum Verfall des Donjons und 1603 bezeichnete Edward Stafford ihn in einem Brief als „meine morsche Burg von Stafford“.
In der Frühphase des englischen Bürgerkrieges wurde die Burg von Lady Isobel, einer treuen Katholikin und Royalistin, verteidigt. Die Roundheads nahmen die Stadt Stafford am 15. Mai 1643 nach einer kurzen Belagerung ein, aber ein Teil der Garnison schaffte es, zu fliehen, und hielt Stafford Castle in der Hoffnung, die Burg als Brückenkopf für eine Rückeroberung der Stadt nutzen zu können.
Colonel John Brereton ritt mit einigen Männern hinauf zur Burg und versuchte, Lady Stafford zur Aufgabe zu bewegen, was sie aber ablehnte. Als Antwort darauf „wurden einige der ärmlichen Nebengebäude in Brand gesetzt, um zu sehen, ob dies ihre Gemüter erweichen würde. Alles vergebens, denn von der Burg aus erschossen sie einige unserer Männer und Pferde, was wiederum den Rest unserer Männer sehr erzürnte und sie zu wilder Rache anstachelte. Fast alle Wohn- und Nebengebäude wurden bis auf die Grundmauern niedergebrannt.“
Die Belagerung wurde beendet, als Colonel Henry Hastings eine Entsatztruppe herbeiführte, die am 5. Juni eintraf. Lady Isobel konnte später überzeugt werden, die Burg zu verlassen, wobei eine kleine Garnison zurückblieb, die die Burg gegen eine erneute Belagerung verteidigen sollte. Schließlich floh Ende Juni die royalistische Garnison, weil sie gehört hatten, dass eine große parlamentaristische Armee mit einer Reihe von Belagerungsmaschinen sich näherte, die die verbleibende Garnison mit Leichtigkeit überwältigen hätte können. Die Burg fiel somit in die Hände der Roundheads, in denen sie bis zu ihrer Zerstörung verblieb.
Am 22. Dezember 1643, wenige Monate nach ihrer Einnahme, ordnete das Parlamentarische Komitee von Stafford an: „Die Burg soll fürderhin zerstört werden.“ Die Order wurde mit dem Verlust einer Brechstange ausgeführt!
Als die Reisende und Tagebuchschreiberin Celia Fiennes 1698 durch das Landstädtchen kam, notierte sie:

”...the castle which is now ruinated and there only remains on a hill the fortified trenches that are grown over green.” (dt.: „(...) die Burg, die nun zerstört ist und da bleiben nur auf einem Hügel die befestigten Gräben, die mit Grün überwachsen sind.”)

### Viktorianische Zeit

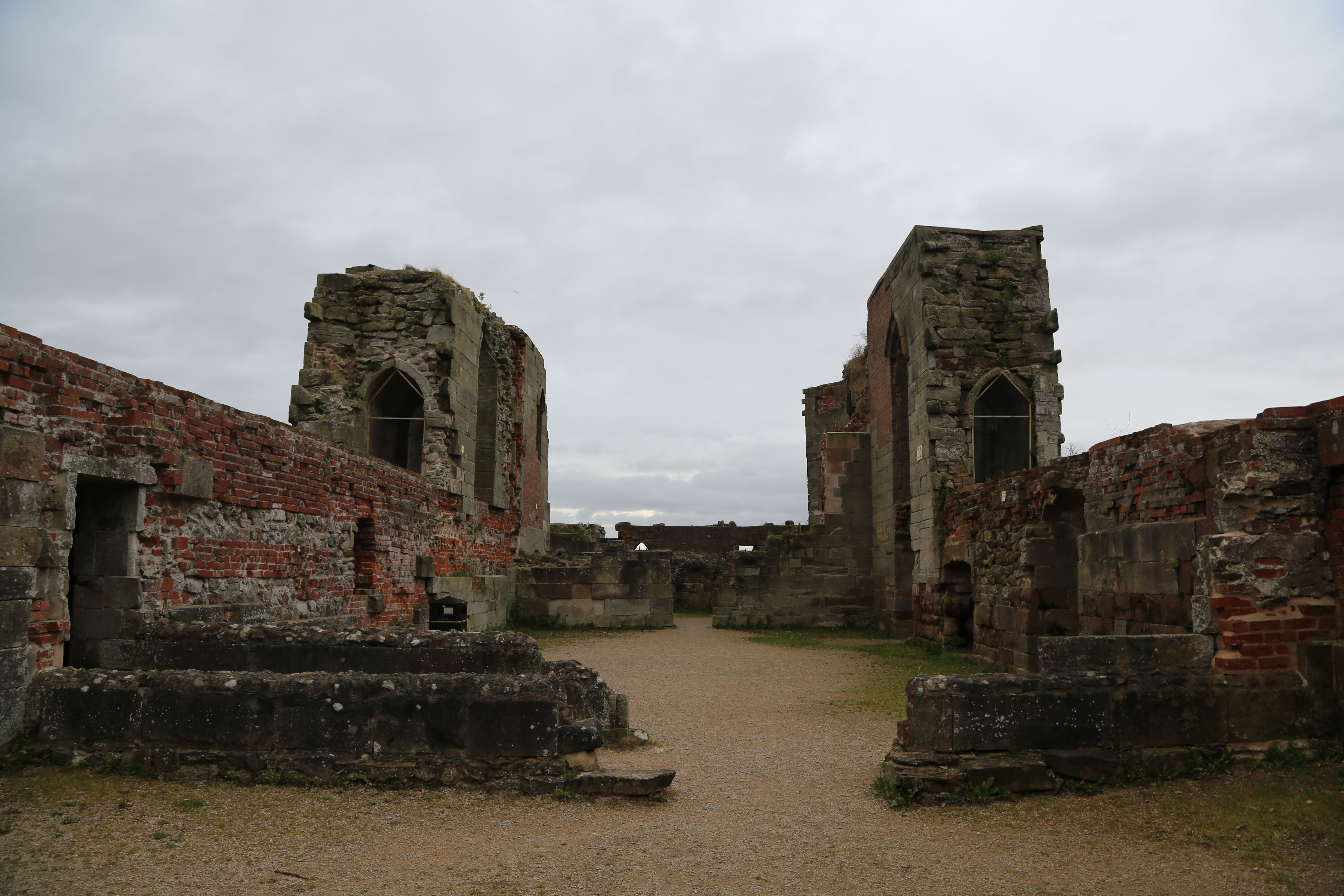
Das Innere des wieder aufgebauten Donjons

Ab 1813 wurde die Burg teilweise in neugotischem Stil wieder aufgebaut, aber die Arbeiten wurden zum Teil wegen fehlender finanzieller Mittel eingestellt, zum Teil aber auch, weil die Familie Jerningham in den Adelsstand erhoben wurde (eines ihrer Motive für das Restaurierungsprojekt). Viele hielten die Burg für eine Folly, was sie niemals war, weil der Donjon stets für Wohnzwecke gedacht war und er bis weit in das 20. Jahrhundert hinein auch bewohnt war.
English Heritage hat Stafford Castle als historisches Gebäude II. Grades gelistet. Es ist öffentlich zugänglich und von der Autobahn M6 aus zu sehen.
Seit viktorianischer Zeit war der Donjon von Verwaltern belegt. Viele Bürger von Stafford können sich noch an das letzte Verwalterehepaar, Mr und Mrs Stokes, erinnern, die Führungen über das Gelände veranstalteten und Tee und hausgemachten Kuchen für 3 d anboten. Im Winter kauften Mr und Mrs Stokes bei örtlichen Bauern ein und zogen ihre Einkäufe mit einem Schlitten zur Burg hinauf. Ein Einwohner von Stafford erinnert sich, dass er und seine Freunde den Donjon einmal mitten im Winter besuchten, aber Mrs Stokes wollte sie nicht herumführen und schickte sie weg – die Jungen sausten auf ihren Schlitten die Auffahrt hinunter. Ein anderer Junge machte einen „Stafford Knot“ (spezieller Knoten in Brezenform) in das Wasserrohr aus Blei am unteren Ende der Auffahrt – offensichtlich waren die 1940er-Jahre eine Zeit des „kreativen Vandalismus“.

### Nachkriegszeit
In den ersten Nachkriegsjahren wurde das wieder aufgewachsene, lichte Waldland um den Donjon gerodet, was dazu geführt haben mag, dass die Gebäude vermehrt dem Angriff von Stürmen ausgesetzt waren. 1949 stürzten größere Teile des Mauerwerks von den Türmen ab, sodass die Gebäude als unsicher eingestuft werden mussten. Mr und Mrs Stokes, die letzten Verwalter der Burg und des Anwesens, verließen die Gebäude in diesem Winter. Leider wurde das Gelände Opfer von Vandalismus und 1961 überantwortete Lord Stafford den Donjon den örtlichen Behörden. Wenig später starb ein Junge, als von der ungesicherten Südfassade fiel. 1962 wurden die Türme und die Reste des Nordflügels bis auf die Höhe der Nordfassade abgetragen und gesichert. Viele Leute glaubten noch, dass die Burg eine Folly aus georgianischer Zeit sei, auch wenn örtliche Geschichtswissenschaftler sich nicht nur der Geschichte der Burg, sondern auch der der Familie Stafford bewusst waren.
1978 enthüllten Ausgrabungen die komplexe Konstruktion des Anwesens, das Generationen lang der Sitz einer der wichtigsten Familien der Region war. Ein Lehrpfad wurde 1988 angelegt und drei Jahre später eröffnete ein extra für diesen Zweck gebautes Museum und ein Andenkengeschäft auf dem Gelände.
Im Sommer finden Veranstaltungen auf dem Burggelände statt, wovon die bekanntesten jährliche Aufführungen von Shakespeare-Stücken sind.